# Shuffling Ivories
| Recensione             | Giudizio |
| ---------------------- | -------- |
| All About Jazz         |          |
| All About Jazz         |          |
| Concerto               |          |
| Sk.jazz                |          |
| Jazzport               |          |
| Los Angeles Jazz Scene | /        |
| Jazz Hot               | /        |
| Salt Peanuts           | /        |
| Jazzrytmit             | /        |
| Mr. Stu’s Record Room  | /        |
| Jazz World Quest       | /        |
| Notes on Jazz          | /        |
| JazzdaGama             | /        |

Shuffling Ivories è il diciannovesimo album in studio registrato negli Stati Uniti da Roberto Magris per la casa discografica JMood di Kansas City ed è stato pubblicato nel 2021. È un disco in duo di piano e contrabbasso dedicato al jazz afro-americano, da Eubie Blake ad Andrew Hill.

## Tracce
1. Shuffling Ivories – 4:06 (Roberto Magris)
2. I’ve Found A New Baby – 4:49 (Palmer/Williams)
3. Clef Club Jump – 4:27 (Roberto Magris)
4. Memories Of You – 6:15 (Eubie Blake)
5. The Time Of This World Is At Hand – 6:35 (Billy Gault)
6. Quiet Dawn – 8:43 (Cal Massey)
7. Laverne – 7:20 (Andrew Hill)
8. Anysha – 7:07 (Trudy Pitts)
9. Italy – 5:38 (Roberto Magris)
10. The Chevy Chase – 3:10 (Eubie Blake)
11. Laverne – Take 2 – 9:06 (Andrew Hill)

## Musicisti
- Roberto Magris – pianoforte
- Eric Hochberg – contrabbasso